# Острів Скребцова
О́стрів Скребцо́ва (Коврижка; рос. Остров Скребцова, Коврыжка) — невеликий острів в затоці Петра Великого Японського моря. Знаходиться за 2,1 км на північний схід від півострова Муравйова-Амурського. Адміністративно належить до Совєтського району Владивостока Приморського краю Росії.

## Географія
Острів видовженої форми, простягається із заходу на схід довжиною 170 м. В центрі потовщений на північ, максимальна ширина 80 м. Береги стрімкі, але не скелясті. Протяжність берегової лінії — 500 м. Острів вкритий травою та чагарниками. На схід від острова тягнеться коса довжиною 900 м, складена з надводних та підводних каменів. На захід тягнеться риф, на північний захід від острова розташована банка. Взимку, із січня по початок березня, до острова можна дістатись по льоду навіть автомобілем; влітку — на катері або човні.

## Історія
Острів описаний та нанесений на карту 1863 року експедицією підполковника корпусу флотських штурманів Василя Бабкіна і названий на честь учасника досліджень М. Л. Скребцова. На початку 1890-их років на острові розміщувався табір сахалінських каторжників. Пізніше табір був закритий у зв'язку з важкістю транспортування. Під час Другої світової війни на острові розташовувались городи міщан. В 1961 році на острові проводились розкопки, в результаті яких була відкрита стоянка первісних людей, що датується I тисячоліттям до н. е. Залишки людської діяльності належать Янковській культурі, широко поширеній на півдні Приморського краю.